# Попятное движение планеты
Попя́тное (ретроградное) движе́ние плане́т — наблюдаемое с Земли движение планет на фоне звёзд по небесной сфере с востока на запад, то есть в направлении, противоположном движению Солнца (годичному) и Луны.
Причина данного явления в том, что фиксируемое с Земли движение складывается из движений отслеживаемой планеты и самой Земли по своим орбитам вокруг Солнца, а с удалением от него скорость обращения планет согласно закону тяготения Ньютона уменьшается. Таким образом, это следствие того, что Земля не является центром Солнечной системы; в самом деле, эффект получил полноценное объяснение лишь в трудах Н. Коперника.
В результате сочетания прямого и попятного движения на траектории перемещения планет по небесной сфере возникают петли — участки, включающие ретроградное движение; их величина обратно пропорциональна удалённости планет от Земли. Петли возникают из-за наклона орбит планет относительно плоскости эклиптики: если бы все они лежали точно в этой плоскости, попятное движение (как и прямое) проявлялось бы как линейное вдоль эклиптики.
Попятное движение наблюдается у верхних (внешних) планет вблизи противостояния, а у нижних (внутренних) планет около нижнего соединения, поэтому в последнем случае Солнце мешает видеть на небе ретроградные петли. Ретроградное движение по определению невозможно для Солнца и Луны, поскольку Земля всегда движется вокруг Солнца в одном направлении, как и Луна вокруг Земли.
| Планета  | Длительность периода попятного движения, дней | Продолжительность периода попятного движения относительно синодического периода, % | Величина дуги попятного движения, ° |
| -------- | --------------------------------------------- | ---------------------------------------------------------------------------------- | ----------------------------------- |
| Меркурий | 23                                            | 20                                                                                 | 12                                  |
| Венера   | 42                                            | 7                                                                                  | 16                                  |
| Марс     | 73                                            | 9                                                                                  | 15                                  |
| Юпитер   | 121                                           | 30                                                                                 | 10                                  |
| Сатурн   | 138                                           | 36                                                                                 | 7                                   |
| Уран     | 152                                           | 41                                                                                 | 4                                   |
| Нептун   | 158                                           | 43                                                                                 | 3                                   |

## Механизм
Кинематические причины попятного движения у внутренних (нижних) и внешних (верхних) относительно земной орбиты планет различны.
Внутренние планеты, к которым относятся Меркурий и Венера, видны над горизонтом восточнее либо западнее Солнца, не удаляясь от него больше, чем на 18-28° и 45-48° соответственно. Когда планета видна с Земли вскоре после захода Солнца к востоку от него, такая конфигурация называется восточной элонгацией. Двигаясь с востока на запад — ретроградно — планета перемещается по небесной сфере в сторону Солнца. Во время нижнего соединения, когда скорость попятного движения максимальна, планета находится между Солнцем и Землёй и поэтому не видна с Земли. Затем становится возможным её наблюдение западнее Солнца незадолго до его восхода. Продолжая попятное движение, она доходит до фазы западной элонгации, останавливается и начинает перемещаться с запада на восток, то есть прямым движением, догоняя Солнце. На этапе верхнего соединения Солнце находится между Землёй и планетой, и она вновь перестаёт быть видимой. Продолжая прямое движение, планета опять достигает стадии восточной элонгации, останавливается, возобновляет попятное движение — и так цикл повторяется. Таким образом, движение внутренних планет меняется с прямого на попятное и обратно в силу того, что земной наблюдатель находится вне их орбиты, а движение самого наблюдателя не играет решающей роли.
Напротив, попятное движение внешних планет наблюдается по причине перемещения самой Земли, опережающей внешнюю планету в момент противостояния последней. Этот эффект можно сравнить с тем, что из одной машины, обгоняющей движущуюся более медленно по соседней полосе другую, кажется, что последняя движется в обратном направлении относительно неподвижных объектов вдали.
Когда внешняя планета наблюдается к западу от Солнца вскоре после его захода, она перемещается по небесной сфере прямым движением, то есть с запада на восток — это происходит большую часть времени. Однако скорость видимого годичного движения Солнца по небесной сфере больше, чем у внешней планеты, поэтому в некоторый момент Солнце оказывается между Землёй и планетой — это конфигурация соединения. Через некоторое время планета становится видима перед восходом Солнца к востоку от него. Скорость прямого движения постепенно снижается, планета останавливается и начинает двигаться с востока на запад, то есть ретроградно. В середине дуги своего попятного движения, когда его скорость максимальна, Земля находится между Солнцем и планетой, образуя конфигурацию противостояния — в это время планета появляется над горизонтом восточнее Солнца вскоре после его захода. Затем она останавливается и меняет направление своего движения снова на прямое, и таким образом цикл повторяется.